# Friedrich Salathé
Pour les articles homonymes, voir Salathé.
Friedrich Salathé, né le 11 janvier 1793 à Binningen près de Bâle et mort le 12 mai 1858 à Paris, est un paysagiste, dessinateur et aquafortiste suisse.

## Biographie
Élève du peintre suisse Peter Birmann, Salathé effectue de longs séjours en Italie (Rome, Naples) où il fréquente, entre autres des artistes allemands : Joseph Anton Koch et Carl Vogel von Vogelstein ainsi que l’historien d’art Johann David Passavant. Il expose en 1819 à Rome, et dessine de nombreux paysages des environs de Rome, d'Ariccia et de Terni.

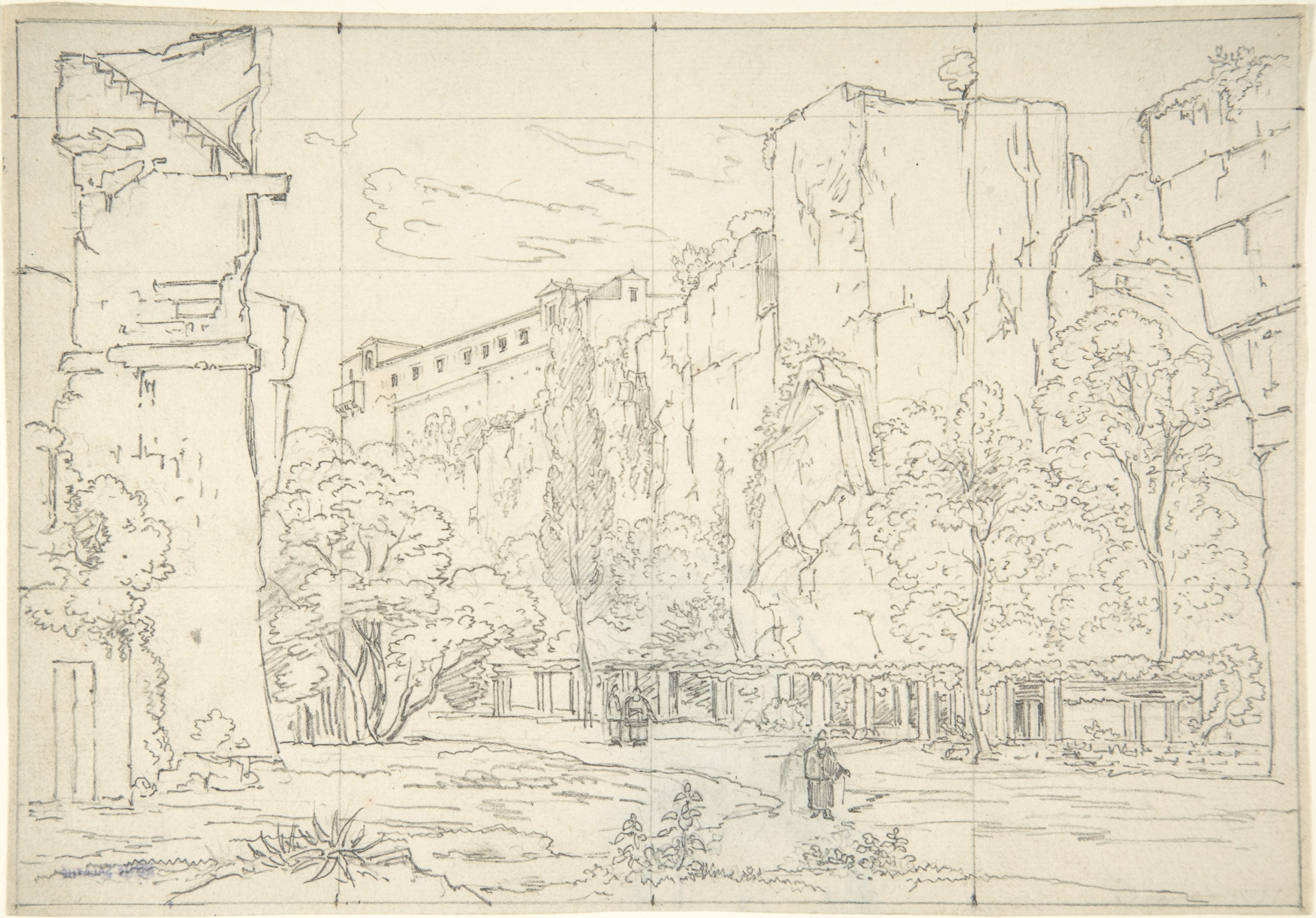
Vue italienne. 1815-1821. Metropolitan Museum of Art, N.Y.

Après un retour dans sa ville natale  en 1821 où il travaille pour la société Falkeisen et Huber, il s'installe définitivement à Paris à l'âge de 30 ans. Il y travaille comme graveur à l’aquatinte.
Il continue néanmoins à peindre et dessiner pour lui-même et expose en 1834, 1836 et 1848 dans le cadre d’expositions d’art suisse à Berne. Deux de ses aquatintes seront également présentées au Salon de Paris en 1841.
Avec son ami le photographe Johann Jacob Steinmann, il contribua à la réalisation de lithographies à partir de plaques photographiques.

## Style
Le paysage occupe une place prépondérante dans l’œuvre de Salathé. Il s'attache à montrer ses impressions devant une nature vivante et souvent sauvage.

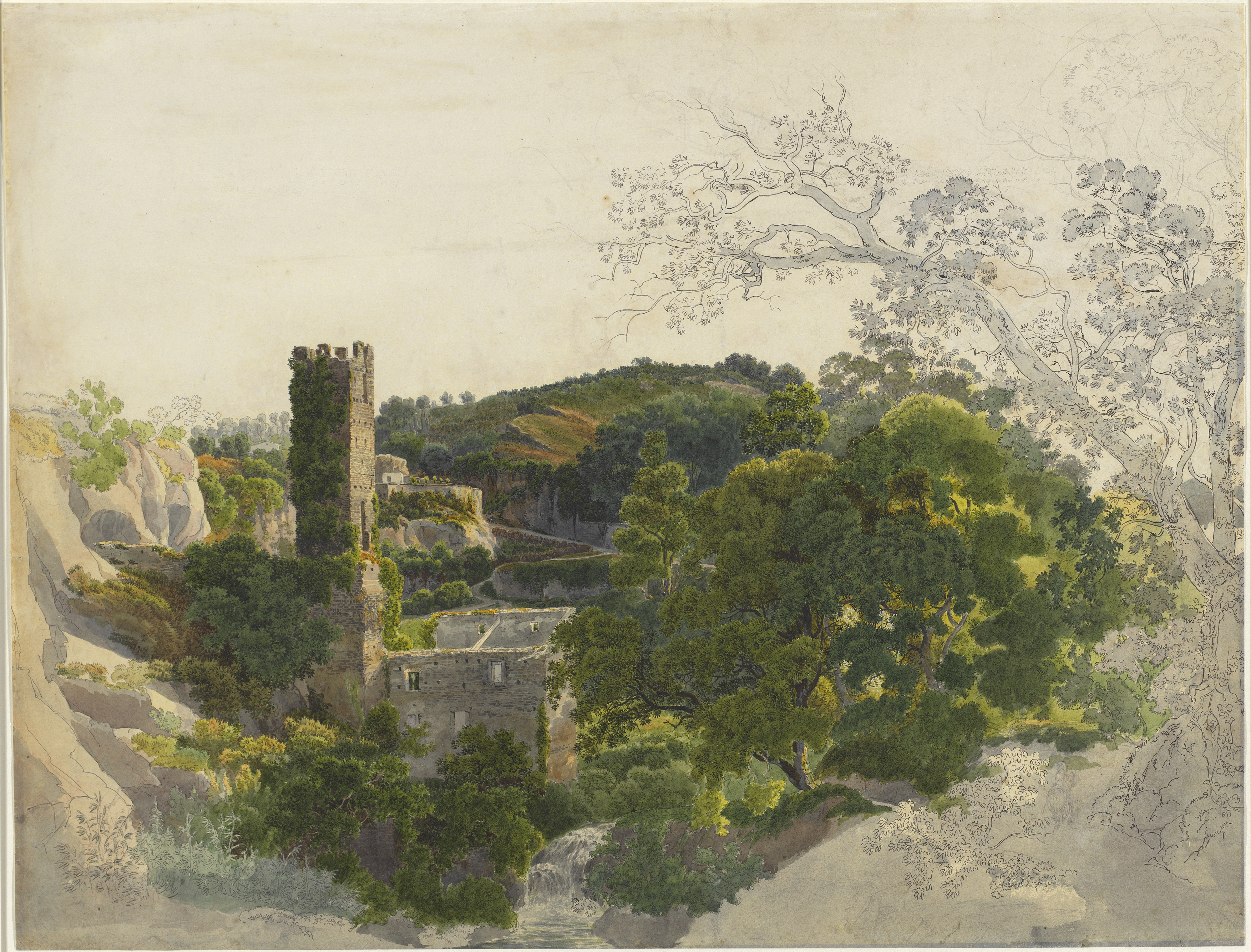
Ruines d'une tour fortifiée, au cœur de collines boisées. 1816-1821, National Gallery of Art, Washington D.C.

L'arbre y apparaît comme un symbole romantique de l'homme et de ses espérances.
Ses lavis, plus ou moins denses, jouent avec le blanc du papier pour décrire la noblesse de la nature sans tendre à l’idéalisation des Nazaréens ou au classicisme des vedute.